# 陽翰笙故居
陽翰笙故居位於四川省宜賓市高縣羅場鎮，文物遺址年代判定為近代。2002年12月27日公佈為四川省第六批省級文物保護單位。